# Lohweiher (Willmering)
Lohweiher ist ein Gemeindeteil der Gemeinde Willmering im Landkreis Cham des Regierungsbezirks Oberpfalz im Freistaat Bayern.

## Geografie
Lohweiher liegt 900 Meter nördlich von Willmering an der Staatsstraße 2146. 500 Meter östlich von Lohweiher verläuft die Bahnstrecke Cham–Waldmünchen. Die nächsten Haltepunkte sind Willmering 800 Kilometer südöstlich von Lohweiher und Waffenbrunn 1 Kilometer nordöstlich von Lohweiher. 400 Meter östlich von Lohweiher fließt der Katzbach nach Süden dem Regen zu.

## Geschichte
Lohweiher wurde erstmals im Amtlichen Ortsverzeichnis für Bayern von 1987 aufgeführt mit 33 Einwohnern und 10 Wohngebäuden.
Lohweiher gehört zur Pfarrei Waffenbrunn. 1997 hatte Lohweiher 33 Katholiken.